# Live: The Farewell Tour
Live: The Farewell Tour är ett livealbum av Cher. Albumet utkom 2003 och är en inspelning av hennes avslutningkonsert på turnén Living Proof: The Farewell Tour, på American Airlines Arena i Miami, Florida den 8 november 2002.

## Låtlista
1. "I Still Haven't Found What I'm Looking For" (Bono/Adam Clayton/Edge/Larry Mullen Jr) - 4:34
2. "Song for the Lonely" (Paul Barry/Mark Taylor/Steve Torch) - 6:46
3. "All or Nothing" (Paul Barry/Mark Taylor) - 3:57
4. "I Found Someone" (Michael Bolton/Mark Mangold) - 3:35
5. "Bang Bang (My Baby Shot Me Down)" (Sonny Bono) - 3:40
6. "All I Really Want to Do" (Bob Dylan) - 2:00
7. "Half-Breed" (Al Capps/Mary Dean) - 1:33
8. "Gypsies, Tramps and Thieves" (Robert Stone) - 1:30
9. "Dark Lady" (Johnny Durrill) - 1:13
10. "Take Me Home" (Michele Aller/Bob Esty) - 3:48
11. "The Way of Love" (Jacques Diéval/Mariano Ruiz/Al Stillman) - 2:34
12. "After All (Love Theme from Chanes Are)" (Dean Pitchford/Tom Snow) - 3:54
13. "Just Like Jesse James" (Desmond Child/Diane Warren) - 5:38
14. "Heart of Stone" (Andy Hill/Peter Sinfield) - 4:08
15. "The Shoop Shoop Song (It's in His Kiss)" (Rudy Clark) - 2:29
16. "Strong Enough" (Paul Barry/Mark Taylor) - 3:00
17. "If I Could Turn Back Time" (Diane Warren) - 6:16
18. "Believe" (Paul Barry/Matthew Gray/Brian Higgins/Stuart McLennan/Timothy Powell/Steve Torch) - 6:49